# 塞拉諾角
62°27′30″S 59°43′53″W / 62.45833°S 59.73139°W

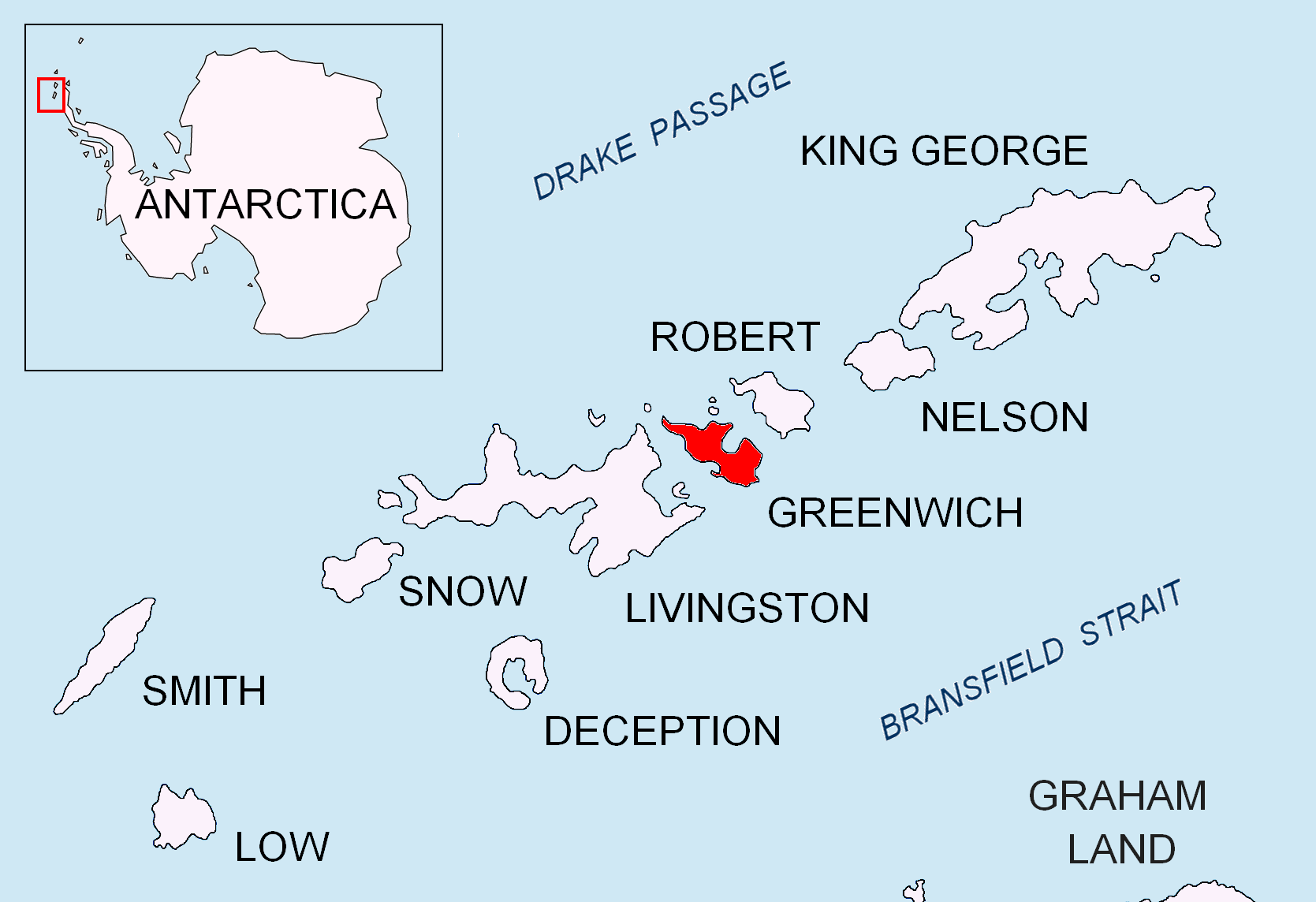

塞拉諾角是南極洲的海岬，位於南設得蘭群島中格林尼治島的發現號灣西北部，處於斯帕克角西南面1.66公里、阿什角西北面4.07公里、拉貝角以北4.31公里和奧爾蒂斯角東北面2.17公里。

## 外部連結
- SCAR Composite Antarctic Gazetteer（页面存档备份，存于）.